# Movimento per i diritti delle persone autistiche

La bandiera dell'Autistic Pride Day

Il movimento per i diritti delle persone autistiche, in seguito divenuto movimento della neurodiversità, è una corrente sociale che promuove il paradigma della neurodiversità e i diritti delle persone autistiche e in generale, incoraggia la società a considerare l'autismo una variabile neurologica di pari dignità a quella "normale" piuttosto che una psicosi o un disturbo mentale da sanare al più presto. Il  movimento punta a una serie di obbiettivi che comprendono: riconoscere che ogni sviluppo neurologico ha pari dignità e superare il concetto di "patologia"; riconoscere le peculiarità relazionali e comunicative delle persone autistiche come valide; cambiare la cultura attuale per far si che le differenze, anche quelle neurologiche, siano accettate; riconoscere la comunità autistica come una minoranza, ecc.
L'autismo ha causa genetica e va accetto per come è: una maniera come un'altra che il genoma umano ha a disposizione per esprimersi. Questa prospettiva di concepire l'autismo è diversa dalle altre due esistenti, ovvero:
- Il pensiero che l'autismo sia una causa genetica e la si debba guarire facendo delle ricerche su quale sia il "gene autistico".
- Il pensiero che l'autismo nasca per causa dei vaccini e l'inquinamento e lo si debba guarire andando alla ricerca delle cause ambientali.

Il movimento presenta idee divergenti tra di loro e ci sono diversi pareri che sono sia pro che contro questa corrente sociale che difende le persone autistiche.
Il movimento comprende un numero molto vasto di associazioni. Alcune come Autistic Self Advocacy Network (ASAN) sono no-profit, altre invece come Autism Network International non lo sono.